# Río Vecchio
El Vecchio (en corso: U Vechju) es un río del departamento de Haute-Corse, Córcega, Francia. Es un afluente del río Tavignano.

## Curso
El Vecchio tiene una longitud de 24,27 kilómetros. Atraviesa los municipios de Muracciole, Noceta, Venaco y Vivario.
El Vecchio nace al norte de la Punta de Oriente, de 2112 metros, en el municipio de Vivario. Su tramo superior se denomina Ruisseau de Fulminato. Discurre hacia el norte o norte-noreste a través de la Foret de Vizzavona, pasando por el pueblo de Vizzavona, hasta un punto al sur de Santo-Pietro-di-Venaco, donde gira hacia el este y desemboca en el Tavignano. Durante la mayor parte de su curso superior es seguido por la carretera T20. Después de girar hacia el este, es seguido por la carretera D143.

## Puentes

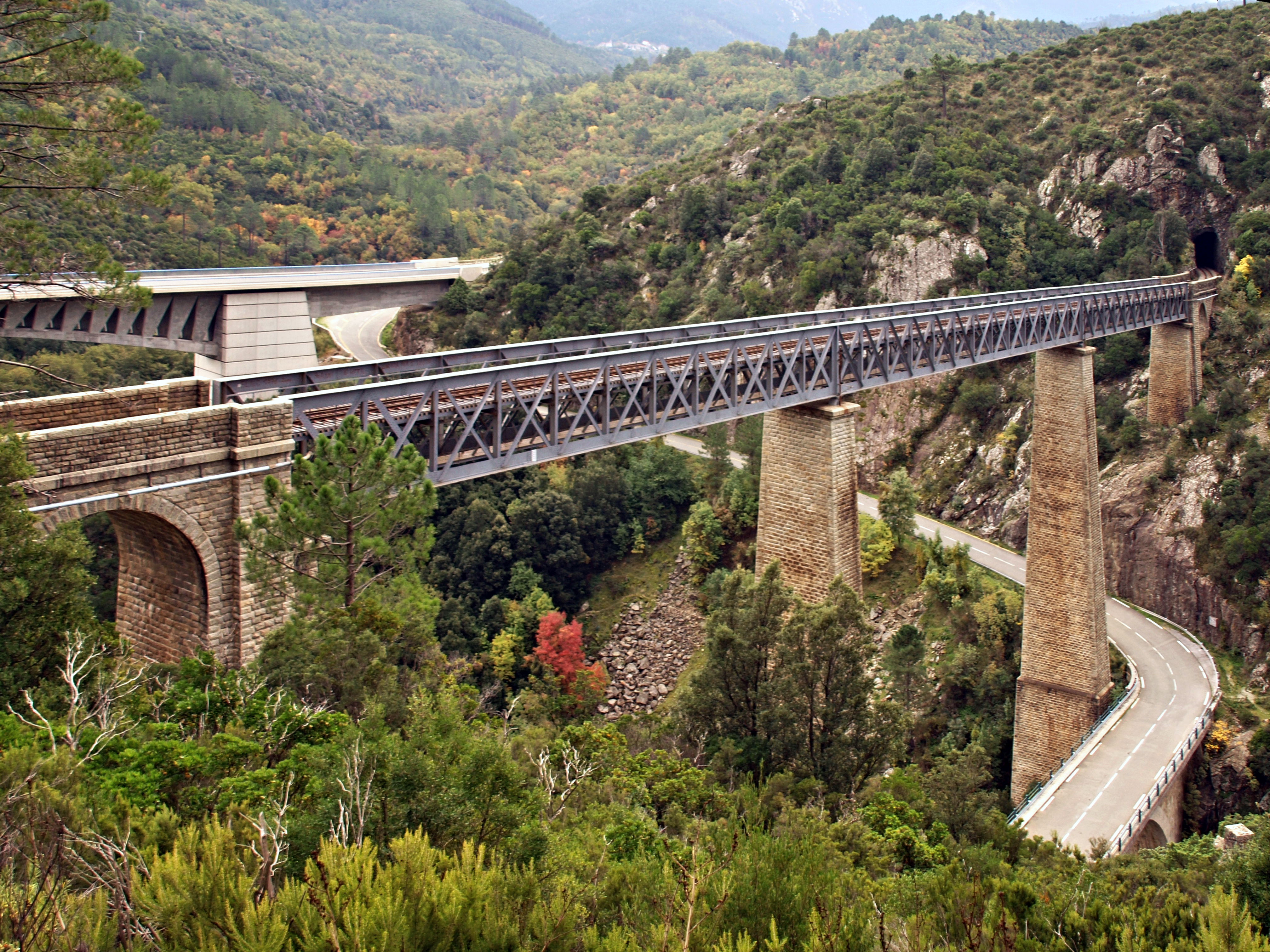
Tres puentes: puente Eiffel en primer plano
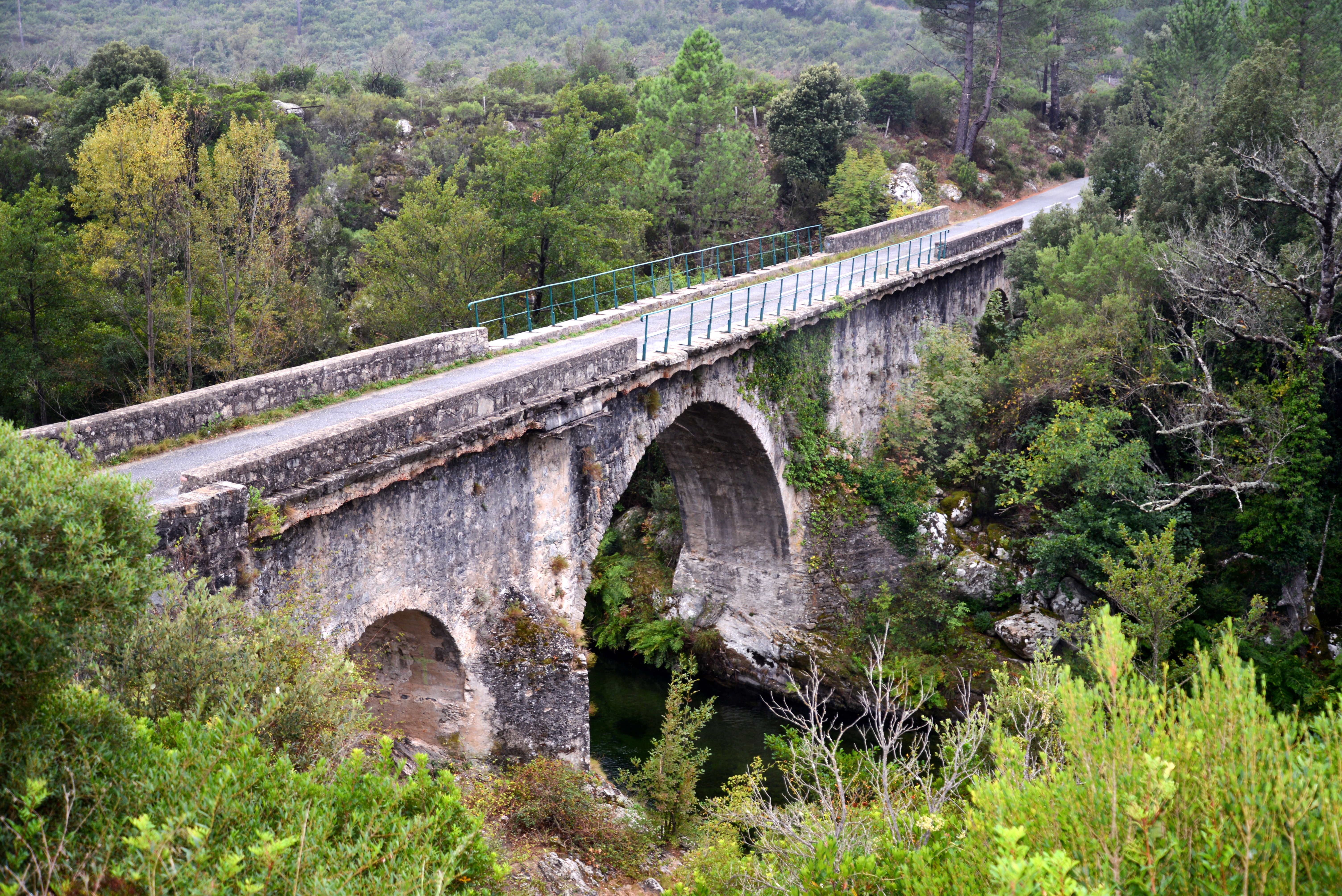
Puente de Noceta
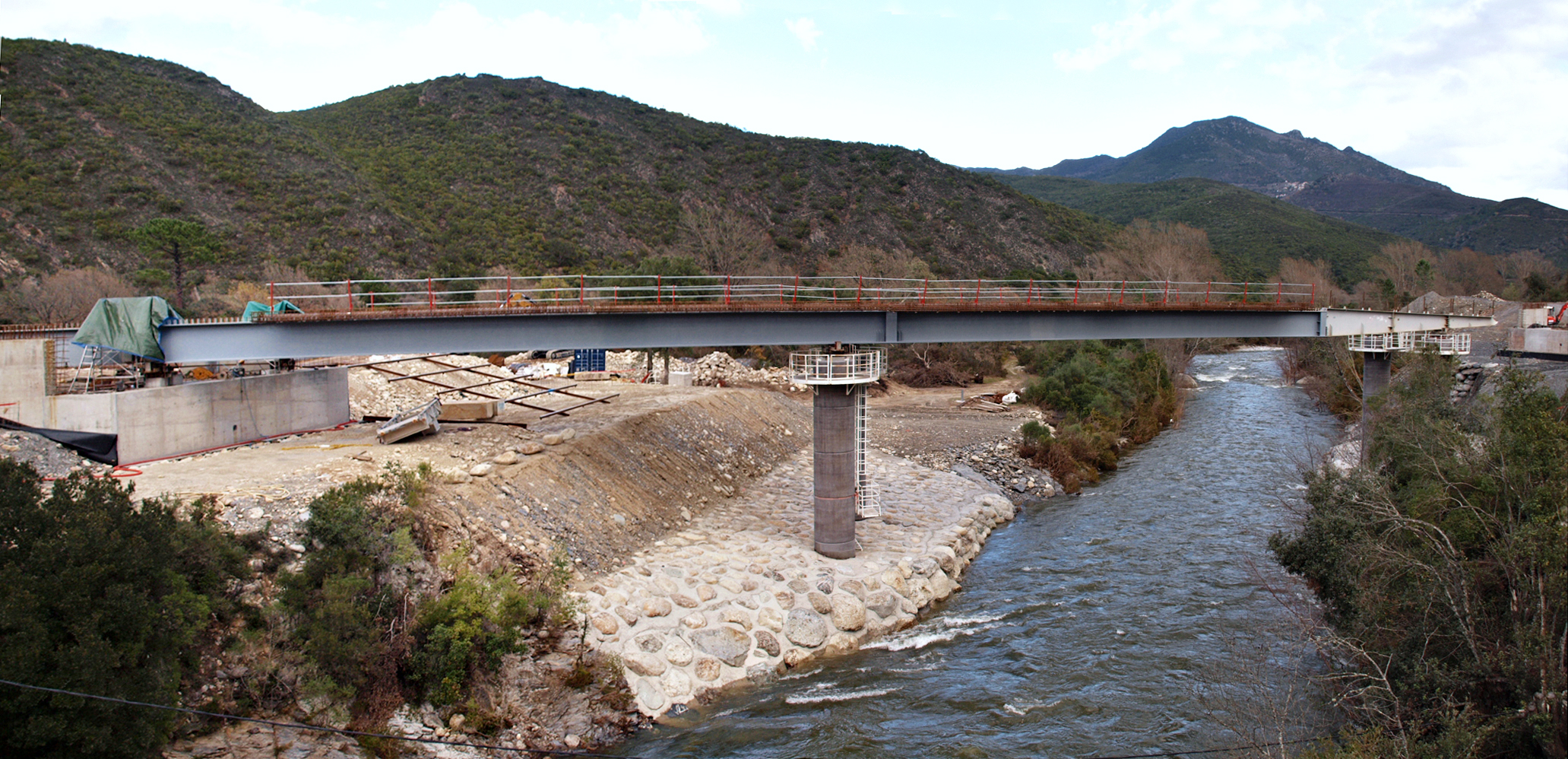
Puente de Ajiunta

El viaducto sobre el Vecchio, o puente Eiffel, en la comuna de Vivario fue construido entre 1891 y 1893 por Gustave Eiffel. Se trata de un viaducto ferroviario metálico de tres vanos interdependientes, que discurre entre estribos vaciados por arcos dobles y apoyados en dos pilas. Las obras fueron realizadas por el contratista Vignolle. El puente fue clasificado como Monumento Histórico el 29 de julio de 1976.
El viaducto pasa por encima del antiguo puente de la carretera en un bucle de la RN 193 entre Venaco y Vivario, construido entre 1826 y 1827. Fue sustituido por un nuevo puente en 1999 y ahora sólo es utilizado por ciclistas y peatones. El nuevo puente de la RN 193 se encuentra aguas abajo del antiguo puente, construido entre 1996 y 1999. Otros puentes son:
- El puente de Noceta en la carretera D43, a 5 kilómetros por debajo del pueblo de Noceta.
- El puente de Ajiunta en la RT50, cerca de la confluencia del Vecchio con el Tavignano, construido en 2011-2012 para sustituir al antiguo puente de un solo carril.
- El puente Mulinello en la ciudad de Vivario en la D23 que lleva a la aldea de Canaglia.
- El puente del sendero forestal en el bosque de Vizzavona, en el sendero arqueológico hacia la Bóveda de Southwell.

## Hidrología
Las mediciones del caudal del río se realizaron en la estación de Venaco [Puente de Noceta] desde 1960 hasta 2021. La cuenca hidrográfica por encima de esta estación abarca 147 kilómetros cuadrados. La precipitación anual se calculó en 1.061 milímetros. El caudal medio de agua a lo largo del año fue de 4,93 metros cúbicos por segundo.
| Mes | Caudad |
| --- | ------ |
| Ene | 6,850  |
| Feb | 7,220  |
| Mar | 7,370  |
| Abr | 7,760  |
| May | 6,420  |
| Jun | 2,780  |
| Jul | 0,924  |
| Ago | 0,542  |
| Sep | 1,080  |
| Oct | 3,280  |
| Nov | 6,770  |
| Dic | 8,310  |

## Afluentes
Los siguientes arroyos (ruisseaux) son afluentes del Vecchio, ordenados por su longitud, y subafluentes:
| - Manganello 11 km - Meli 3 km - Giargialiccia 2 km - Grottacia 3 km - Mazzola 1 km - Busso 3 km - Pantanelle 2 km - Scalelli 1 km - Verjello 9 km - Querceto 3 km - Ondella 2 km - Petra Rotta 1 km - Agnone river 7 km - Tineta 3 km - Forcaticcio 6 km - Larice 3 km | - Cardiglione 6 km - Quarcigrosso 6 km - Piobico 5 km - Monte Grosso 3 km - Granaja 4 km - Speloncello 3 km - Basse di Speloncello 1 km - Omenino 3 km - Rio Secco 3 km - Spelonca 3 km - Chiarasola 2 km - Bagliacone 2 km - Gradule 2 km - Rossi 2 km - Avalanche de Fulminato 1 km - Ferletto 1 km |